# Campionati del mondo di ciclismo su pista 2010 - Corsa a punti maschile
La corsa a punti maschile è stato uno dei dieci eventi maschili disputati ai Campionati del mondo di ciclismo su pista 2010 di Ballerup, in Danimarca. L'australiano Cameron Meyer ha vinto la medaglia d'oro.
L'evento, disputato in gara unica, si è tenuto il 24 marzo 2010 e ha visto la partecipazione di 21 atleti rappresentanti 21 Paesi differenti.

## Risultati
| Pos | Atleta             | Sprint | P.ti Sprint | P.ti Giro | Punti Totali |
| --- | ------------------ | ------ | ----------- | --------- | ------------ |
| 1   | Cameron Meyer      | 10     | 30          | 40        | 70           |
| 2   | Peter Schep        | 6      | 13          | 20        | 33           |
| 3   | Milan Kadlec       | 4      | 7           | 20        | 27           |
| 4   | Chris Newton       | 9      | 26          | 0         | 26           |
| 5   | Ingmar De Poortere | 2      | 4           | 20        | 24           |
| 6   | Christophe Riblon  | 7      | 17          | 0         | 17           |
| 7   | Walter Pérez       | 4      | 13          | 0         | 13           |
| 8   | Roger Kluge        | 3      | 13          | 0         | 13           |
| 9   | Daniel Kreutzfeldt | 2      | 10          | 0         | 10           |
| 10  | Makoto Iijima      | 3      | 8           | 0         | 8            |
| 11  | Andreas Müller     | 4      | 8           | 0         | 8            |
| 12  | Carlos Torrent     | 2      | 5           | 0         | 5            |
| 13  | Łukasz Bujko       | 3      | 3           | 0         | 3            |
| 14  | Angelo Ciccone     | 2      | 3           | 0         | 3            |
| 15  | Kwok Ho Ting       | 0      | 0           | 0         | 0            |
| 16  | Tristan Marguet    | 1      | 1           | -20       | -19          |
| DNF | Zachary Bell       | 1      | 5           | -20       | -            |
| DNF | Ioannis Tamouridis | 0      | 0           | 0         | -            |
| DNF | Thomas Scully      | 2      | 5           | -20       | -            |
| DNF | Artur Eršov        | 1      | 5           | -20       | -            |
| DNS | José Ramón Infante | -      | -           | -         | -            |